# Леви-Чивита симбол
Леви-Чивита симбол представља математички пермутациони симбол, који се користи у тензорском рачуну. Име је добио по италијанском математичару Тулију Леви-Чивити.
У тродимензионалном простору означава се са {\displaystyle \varepsilon _{ijk}}. Називају га још и антисиметричним јединичним тензором.

## Дефиниција у тродимензионалном простору
У тродимензионалном простору дефинише се као:
{\displaystyle \varepsilon _{ijk}=\varepsilon ^{ijk}={\begin{cases}+1&{\text{ako je }}(i,j,k){\text{ jednako }}(1,2,3),(3,1,2){\text{ ili }}(2,3,1),\\-1&{\text{ako je }}(i,j,k){\text{ jednako }}(1,3,2),(3,2,1){\text{ ili }}(2,1,3),\\\;\;\,0&{\text{ako je }}i=j{\text{ ili }}j=k{\text{ ili }}k=i\end{cases}}}
тј. {\displaystyle \varepsilon _{ijk}} је 1 ако (i, j, k) представља парну пермутацију бројева (1,2,3), једнак је −1 у случају непарних пермутација, а једнак је 0 у случају да се индекси понављају. Леви-Чивита симбол може да се напише и помоћу формуле:
{\displaystyle \varepsilon _{ijk}={\frac {\left(i-j\right)\left(j-k\right)\left(k-i\right)}{2}}}

## Дефиниција у четвородимензионалном простору
Дефиниција у четвородимензионалном простору је:
{\displaystyle \varepsilon _{ijkl}={\frac {\left(i-j\right)\left(i-k\right)\left(i-l\right)\left(j-k\right)\left(j-l\right)\left(k-l\right)}{12}}}
У n-димензионалном простору Леви-Чивита симбол је:
{\displaystyle \varepsilon _{ijkl\dots }=\varepsilon ^{ijkl\dots }={\begin{cases}+1&{\mbox{ako je }}(i,j,k,l,\dots ){\mbox{ je parna permutacija od }}(1,2,3,4,\dots )\\-1&{\mbox{ako je }}(i,j,k,l,\dots ){\mbox{ je neparna permutacija od }}(1,2,3,4,\dots )\\0&{\mbox{inače}}\end{cases}}}
Поопштена формула може да се напише и као:
{\displaystyle \varepsilon _{a_{1}a_{2}a_{3}\ldots a_{n}}=\operatorname {sgn} \!\left(\prod _{i<j}^{n}(a_{j}-a_{i})\right)=\operatorname {sgn} \!\left(\prod _{i=1}^{n-1}\ \prod _{j=i+1}^{n}(a_{j}-a_{i})\right)}

## Својства

### У две димензије
| {\displaystyle \varepsilon _{ij}\varepsilon ^{mn}=\delta _{i}{}^{m}\delta _{j}{}^{n}-\delta _{i}{}^{n}\delta _{j}{}^{m}} | \| \| \| \| \| \| \| \| | (1) |
| |                         |     |
| |                         |     |

| {\displaystyle \varepsilon _{ij}\varepsilon ^{in}=\delta _{j}{}^{n}} | \| \| \| \| \| \| \| \| | (2) |
|                                                                      |                         |     |
|                                                                      |                         |     |

| {\displaystyle \varepsilon _{ij}\varepsilon ^{ij}=2} | \| \| \| \| \| \| \| \| | (3) |
|                                                      |                         |     |
|                                                      |                         |     |

### У три димензије
| {\displaystyle \varepsilon _{ijk}\varepsilon ^{imn}=\delta _{j}{}^{m}\delta _{k}{}^{n}-\delta _{j}{}^{n}\delta _{k}{}^{m}} | \| \| \| \| \| \| \| \| | (4) |
| |                         |     |
| |                         |     |

| {\displaystyle \varepsilon _{jmn}\varepsilon ^{imn}=2\delta _{j}^{i}} | \| \| \| \| \| \| \| \| | (5) |
|                                                                       |                         |     |
|                                                                       |                         |     |

| {\displaystyle \varepsilon _{ijk}\varepsilon ^{ijk}=6} | \| \| \| \| \| \| \| \| | (6) |
|                                                        |                         |     |
|                                                        |                         |     |
Леви-Чивита симбол је повезан са Кронекеровим делта симболом:
{\displaystyle {\begin{aligned}\varepsilon _{ijk}\varepsilon _{lmn}&={\begin{vmatrix}\delta _{il}&\delta _{im}&\delta _{in}\\\delta _{jl}&\delta _{jm}&\delta _{jn}\\\delta _{kl}&\delta _{km}&\delta _{kn}\\\end{vmatrix}}\\&=\delta _{il}\left(\delta _{jm}\delta _{kn}-\delta _{jn}\delta _{km}\right)-\delta _{im}\left(\delta _{jl}\delta _{kn}-\delta _{jn}\delta _{kl}\right)+\delta _{in}\left(\delta _{jl}\delta _{km}-\delta _{jm}\delta _{kl}\right)\end{aligned}}}
Специјални случај једначине (4) је:
{\displaystyle \sum _{i=1}^{3}\varepsilon _{ijk}\varepsilon _{imn}=\delta _{jm}\delta _{kn}-\delta _{jn}\delta _{km}}
У Ајнштајновој нотацији индекс записан два пута значи сумацију по том индексу, па је једначина једноставнијега записа:
{\displaystyle \varepsilon _{ijk}\varepsilon _{imn}=\delta _{jm}\delta _{kn}-\delta _{jn}\delta _{km}\,.}

### У н димензија
| {\displaystyle \varepsilon _{i_{1}\dots i_{n}}\varepsilon ^{j_{1}\dots j_{n}}=n!\delta _{[i_{1}}{}^{j_{1}}\dots \delta _{i_{n}]}{}^{j_{n}}} | \| \| \| \| \| \| \| \| | (7) |
| |                         |     |
| |                         |     |

| {\displaystyle \varepsilon _{i_{1}\dots i_{k}~i_{k+1}\dots i_{n}}\varepsilon ^{i_{1}\dots i_{k}~j_{k+1}\dots j_{n}}=k!(n-k)!~\delta _{[i_{k+1}}{}^{j_{k+1}}\dots \delta _{i_{n}]}{}^{j_{n}}} | \| \| \| \| \| \| \| \| | (8) |
| |                         |     |
| |                         |     |

| {\displaystyle \varepsilon _{i_{1}\dots i_{n}}\varepsilon ^{i_{1}\dots i_{n}}=n!} | \| \| \| \| \| \| \| \| | (9) |
|                                                                                   |                         |     |
|                                                                                   |                         |     |
{\displaystyle \varepsilon _{i_{1}i_{2}\dots i_{n}}\varepsilon _{j_{1}j_{2}\dots j_{n}}={\begin{vmatrix}\delta _{i_{1}j_{1}}&\delta _{i_{1}j_{2}}&\dots &\delta _{i_{1}j_{n}}\\\delta _{i_{2}j_{1}}&\delta _{i_{2}j_{2}}&\dots &\delta _{i_{2}j_{n}}\\\vdots &\vdots &\ddots &\vdots \\\delta _{i_{n}j_{1}}&\delta _{i_{n}j_{2}}&\dots &\delta _{i_{n}j_{n}}\\\end{vmatrix}}}.

## Примери
Детерминанта матрице 3 × 3 може да се запише помоћу Леви-Чивита симбола:
{\displaystyle \det(\mathbf {A} )=\sum _{i=1}^{3}\sum _{j=1}^{3}\sum _{k=1}^{3}\varepsilon _{ijk}a_{1i}a_{2j}a_{3k}}
На сличан начин може да се запише и детерминанта n × n матрице:
{\displaystyle \det(\mathbf {A} )=\varepsilon _{i_{1}\cdots i_{n}}a_{1i_{1}}\cdots a_{ni_{n}},}
Векторски производ два вектора може да се напише као:
{\displaystyle \mathbf {a\times b} ={\begin{vmatrix}\mathbf {e_{1}} &\mathbf {e_{2}} &\mathbf {e_{3}} \\a_{1}&a_{2}&a_{3}\\b_{1}&b_{2}&b_{3}\\\end{vmatrix}}=\sum _{i=1}^{3}\sum _{j=1}^{3}\sum _{k=1}^{3}\varepsilon _{ijk}\mathbf {e} _{i}a^{j}b^{k}}
или једноставније;
{\displaystyle (\mathbf {a\times b} )_{i}=\sum _{j=1}^{3}\sum _{k=1}^{3}\varepsilon _{ijk}a^{j}b^{k}.}
Помоћу Ајнштајнове нотације добија се:
{\displaystyle (\mathbf {a\times b} )^{i}=\varepsilon _{ijk}a^{j}b^{k}.}
Прва компонента је онда:
{\displaystyle (\mathbf {a\times b} )^{1}=a^{2}b^{3}-a^{3}b^{2}}.
Исто тако добија се;
{\displaystyle \mathbf {a} \cdot (\mathbf {b\times c} )=\varepsilon _{ijk}a^{i}b^{j}c^{k}.}
За ротор векторскога поља добијају се компоненте:
{\displaystyle (\nabla \times \mathbf {F} )^{i}(\mathbf {x} )=\varepsilon ^{ijk}{\frac {\partial }{\partial x^{j}}}F^{k}(\mathbf {x} ),}